# Gordon West
Gordon West (ur. 24 kwietnia 1943 w Darfield, zm. 10 czerwca 2012) – angielski piłkarz grający na pozycji bramkarza. Gracz brał udział w Mistrzostwach Europy w 1968 roku.